# San Miguel de Cruces
San Miguel de Cruces es una localidad del estado mexicano de Durango. Es parte del municipio de San Dimas.

## Toponimia
El nombre «San Miguel» hace referencia al santo patrono de la localidad: Miguel Arcángel.

## Demografía
| Gráfica de evolución demográfica |
|                                  |

| Censo | Población |
| ----- | --------- |
| 1940  | 29        |
| 1950  | 52        |
| 1960  | 1 383     |
| 1970  | 4 132     |
| 1980  | 4 403     |
| 1990  | 2 548     |
| 2000  | 1 915     |
| 2010  | 1 816     |
| 2020  | 1 446     |